# Effet Dunning-Kruger
Pour les articles homonymes, voir Dunning et Kruger.
L’effet Dunning-Kruger, aussi appelé effet de surconfiance, est un mécanisme cognitif par lequel les personnes les moins qualifiées d'un groupe tendent à surestimer leur compétence dans un domaine. Ce mécanisme peut être rapproché de l'ultracrépidarianisme.
Le phénomène est mis en évidence par les psychologues américains David Dunning et Justin Kruger en 1999. Ils attribuent ce biais à une difficulté métacognitive des personnes non qualifiées qui les empêche de reconnaître exactement leur incompétence et d’évaluer leurs réelles capacités. L'étude suggère aussi des effets corollaires : les personnes les plus qualifiées ont tendance à sous-estimer leur niveau de compétence et pensent à tort que des tâches faciles pour elles le sont aussi pour les autres.
L'effet Dunning-Kruger ne fait pas consensus au sein de la communauté scientifique,. L'effet, ou son interprétation par Dunning et Kruger, est remis en question par d'autres études,,, et comparaisons entre différentes cultures,.

## Histoire
En 1995 aux États-Unis, deux individus (McArthur Wheeler et Clifton Earl Johnson,) attaquèrent deux banques (en) le visage enduit de jus de citron. Arrêté, Wheeler expliqua avec aplomb qu'il avait pensé devenir invisible pour les caméras de surveillance, selon le même principe que l'encre sympathique. Les psychologues David Dunning et Justin Kruger, qui travaillaient sur son cas, essayèrent de comprendre la raison de cette assurance.

## Hypothèse

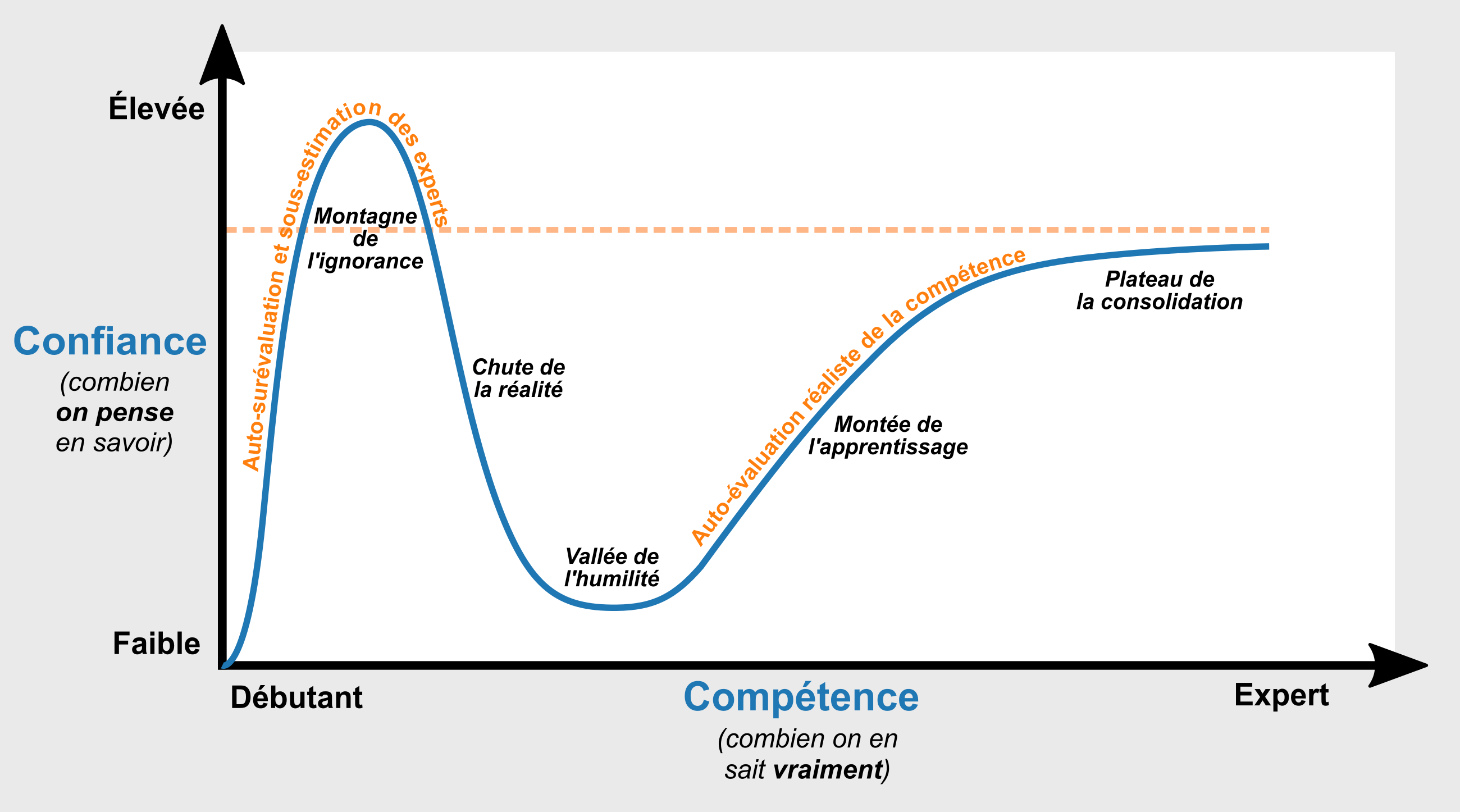
Schéma satirique couramment utilisé pour illustrer l'effet Dunning-Kruger. Il s'agit cependant d'une façon erronée de représenter les données de l'expérience originale.

Dunning et Kruger ont remarqué que plusieurs études antérieures tendaient à suggérer que, dans des compétences aussi diverses que la compréhension de texte, la conduite d’un véhicule, le jeu d'échecs ou le tennis, « l’ignorance engendre plus fréquemment la confiance en soi que ne le fait la connaissance » (pour reprendre l’expression de Charles Darwin à propos de l'origine de l'Homme).
Leur hypothèse fut qu’en observant une compétence présente en chacun à des degrés divers[réf. nécessaire] :
1. La personne incompétente tend à surestimer son niveau de compétence ;
2. La personne incompétente ne parvient pas à reconnaître la compétence de ceux qui la possèdent véritablement ;
3. La personne incompétente ne parvient pas à se rendre compte de son degré d’incompétence ;
4. Si une formation de ces personnes mène à une amélioration significative de leur compétence, elles pourront alors reconnaître et accepter leurs lacunes antérieures.

## Première étude

Résultat de l'expérience présentée dans l'étude. Dans la zone rouge, les participants moins compétents surestiment leur compétence ; dans la zone verte, les plus compétents ont tendance à sous-estimer leur compétence.

Ces hypothèses ont été testées sur de jeunes étudiants en psychologie de l'université Cornell au travers d'auto-évaluations dans les domaines de la logique et du raisonnement, en grammaire et en humour.
Une fois les tests achevés et les réponses révélées, on a demandé aux sujets d'estimer leur rang par rapport au nombre total de participants. Il en est résulté une estimation correcte, voire légèrement sous-évaluée, de la part des plus compétents et une surévaluation de la part des moins compétents.

Comme l'ont noté Dunning et Kruger : 

« Au travers de quatre études, les auteurs ont découvert que les participants situés dans le quartile inférieur pour les tests d'humour, de grammaire et de logique ont largement surestimé leurs performances. Alors qu'ils obtiennent les notes les plus basses, dans le 12e centile, ils ont estimé faire partie du 62e. »

En parallèle, les sujets bénéficiant de véritables compétences ont eu tendance à sous-estimer celles-ci. Cet effet se vérifierait également auprès des politiciens.
Cet effet pourrait par ailleurs être la cause principale (jusqu'à 30 %) d'erreur de diagnostics médicaux,.

## Critique des interprétations des résultats quantitatifs
Dunning et Kruger décrivent un biais cognitif commun et font des affirmations quantitatives qui reposent sur des arguments mathématiques. Mais leurs conclusions sont souvent mal interprétées, mal représentées et mal comprises.

### Perception de soi versus perception par rapport aux autres
Selon Tal Yarkoni, l'effet est souvent invoqué pour illustrer que les personnes incompétentes s'estiment plus compétentes sur un sujet que les autorités sur un sujet, ce qui n'est pas le cas. L'effet établit seulement que les personnes incompétentes s'estiment plus compétentes qu'elles ne le sont réellement, sans pour autant s'estimer forcément plus compétentes que les autorités sur un sujet.

« Leurs études n'ont pas montré que les personnes incompétentes sont plus confiantes ou arrogantes que les personnes compétentes. Ce qu'ils ont montré, c'est que les personnes du quartile supérieur pour les performances réelles pensent qu'elles obtiennent de meilleurs résultats que les personnes du deuxième quartile, qui à leur tour pensent qu'elles réussissent mieux que les personnes du troisième quartile, et ainsi de suite. Donc, le parti pris n'est certainement pas que les personnes incompétentes pensent qu'elles sont meilleures que les personnes compétentes. C’est plutôt que les personnes incompétentes pensent qu’elles sont bien meilleures qu’elles ne le sont en réalité. Mais généralement, elles ne pensent toujours pas qu'elles sont aussi bonnes que les gens qui, vous savez, sont en fait bons. (Il est important de noter que Dunning et Kruger n'ont jamais prétendu montrer que les non qualifiés pensent qu'ils sont meilleurs que les qualifiés ; c'est une erreur d'interprétation courante). »

### Mesures appariées
Mathématiquement, l'effet repose sur la quantification de mesures appariées consistant en (a) la mesure de la compétence que les personnes peuvent démontrer lorsqu'elles sont mises à l'épreuve (compétence réelle) et (b) la mesure de la compétence que les personnes croient posséder (compétence auto-évaluée). Les chercheurs proposent des mesures soit sous forme de pourcentages, soit sous forme de scores échelonnés de 0 à 1 ou de 0 à 100. Par convention, les chercheurs analysent les différences entre les deux mesures en tant que compétence auto-évaluée moins les compétences réelles. Dans cette convention, les résultats négatifs signifient une erreur de manque de confiance, les résultats positifs signifient une erreur de confiance excessive et zéro signifie une auto-évaluation précise (égale à la compétence réelle).
Une étude de 2008 de Joyce Ehrlinger a résumé les principales affirmations de l'effet qui sont apparues pour la première fois dans l'article fondateur de 1999 et qui ont continué à être soutenues par de nombreuses études après neuf ans de recherche : « Les gens sont généralement trop optimistes lorsqu'ils évaluent la qualité de leur performances sur les tâches sociales et intellectuelles. En particulier, les mauvais élèves surestiment grossièrement leurs performances ».
L'effet affirme que la plupart des gens ont trop confiance en leurs capacités et que les personnes les moins compétentes sont les plus confiantes. La prise en charge des deux assertions repose sur l'interprétation des modèles produits à partir de la représentation graphique des mesures appariées.
La convention graphique la plus courante est le graphique de type Kruger-Dunning utilisé dans l'article fondateur. Il dépeint la précision des étudiants dans l'auto-évaluation de leurs compétences en humour, en raisonnement logique et en grammaire. Les chercheurs ont adopté cette convention dans des études ultérieures sur l'effet. Les graphiques supplémentaires utilisés par d'autres chercheurs, qui ont plaidé en faveur de la légitimité de l'effet, comprennent les graphiques croisés (y–x) versus (x) et les graphiques à barres. Les deux premières de ces études décrivaient la précision des étudiants de niveau collégial dans l'auto-évaluation de leurs compétences en chimie d'introduction, et la troisième dépeignait leur précision dans l'auto-évaluation de leurs compétences en cours de gestion.
Certaines recherches suggèrent que l'effet peut en fait être illusoire, entraîné par des effets plafond/plancher (exacerbés par l'erreur de mesure) provoquant une censure plutôt que de représenter un véritable déficit de métacognition.

## Différences culturelles dans la perception de soi
Les études sur l'effet Dunning-Kruger ont généralement porté sur des participants nord-américains, mais des études sur des participants japonais suggèrent que les différences culturelles ont un rôle dans l'apparition de l'effet. L'étude de 2001 intitulée « Divergent Consequences of Success and Failure in Japan and North America : An Investigation of Self-improving Motivations and Malleable Selves » a indiqué que les Japonais avaient tendance à sous-estimer leurs capacités et à voir les sous-performances (échecs) comme une opportunité d'améliorer leurs capacités à une tâche donnée, augmentant ainsi leur valeur pour le groupe social.
Le recours aux moteurs de recherche sur Internet peut favoriser ce biais, en changeant pour les internautes la manière d'utiliser leur mémoire, dans une démarche d'externalisation appelée « mémoire transactive »,.

## Récompense
Cette étude a reçu en 2000 le satirique prix Ig-Nobel de psychologie.